# Mortlock River
Mortlock River är ett vattendrag i Australien. Det ligger i delstaten Western Australia, omkring 87 kilometer nordost om delstatshuvudstaden Perth.
Trakten runt Mortlock River består till största delen av jordbruksmark. Runt Mortlock River är det mycket glesbefolkat, med 2 invånare per kvadratkilometer. Genomsnittlig årsnederbörd är 633 millimeter. Den regnigaste månaden är september, med i genomsnitt 108 mm nederbörd, och den torraste är december, med 13 mm nederbörd.